# Новое Березно
Новое Березно — деревня в Ям-Тёсовском сельском поселении Лужского района Ленинградской области.

## История
Впервые упоминается в Писцовой книге Водской пятины 1500 года, как деревня Березниче в Климентовском Тёсовском погосте Новгородского уезда.

НОВОЕ-БЕРЕЗНО — деревня при реке Березинке. Новоберезинского сельского общества, прихода села Флоровского.
 
Крестьянских дворов — 24. Строений — 128, в том числе жилых — 23. 

Число жителей по семейным спискам 1879 г.: 53 м. п., 68 ж. п.; по приходским сведениям 1879 г.: 50 м. п., 64 ж. п.

СТАРОЕ-БЕРЕЗНО — деревня при реке Березинке. Новоберезинского сельского общества, прихода села Флоровского.
 
Крестьянских дворов — 16. Строений — 86, в том числе жилых — 17. Три ветряных мельницы.

Число жителей по семейным спискам 1879 г.: 42 м. п., 42 ж. п.; по приходским сведениям 1879 г.: 40 м. п., 38 ж. п.

В конце XIX — начале XX века деревня административно относилась к Тёсовской волости 5-го стана 3-го земского участка Новгородского уезда Новгородской губернии.

НОВОЕ БЕРЕЗНО — деревня Березенского сельского общества, дворов — 28, жилых домов — 28, число жителей: 68 м. п., 69 ж. п. 

Занятия жителей — земледелие, выпас телят. Часовня, земская школа, смежна с дер. Старое Березно. 

СТАРОЕ БЕРЕЗНО — деревня Новоберезенского сельского общества, дворов — 20, жилых домов — 20, число жителей: 45 м. п., 50 ж. п. 

Занятия жителей — земледелие, выпас телят. Мелочная лавка, смежна с дер. Новое Березно. (1907 год)

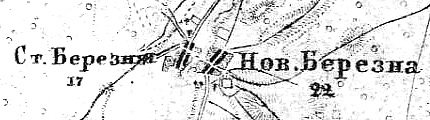
Деревня Новое Березно на карте 1915 года

Согласно карте из «Исторического атласа Санкт-Петербургской Губернии» 1915 года деревня называлась Новая Березна и насчитывала 22 крестьянских двора, смежно с ней находилась деревня Старая Березна из 17 дворов.
С 1917 по 1927 год деревни Новое Березно и Старое Березно входили в состав Тёсовской волости Новгородского уезда Новгородской губернии.
С 1927 года, в составе Ново-Березинского сельсовета Оредежского района.
В 1928 году население деревнь Новое Березно и Старое Березно составляло 206 человек.
По данным 1933 года деревня Ново-Березно и Старое Березно входили в состав Березновского сельсовета Оредежского района.
C 1 августа 1941 года по 31 января 1944 года деревни находились в оккупации.
С 1959 года, в составе Волосковского сельсовета Лужского района.
В 1965 году население деревень Новое Березно и Старое Березно составляло 96 человек.
По данным 1966 и 1973 годов деревня называлась Новоберезно и входила в состав Волосковского сельсовета Лужского района.
По данным 1990 года деревня Новое Березно входила в состав Ям-Тёсовского сельсовета.
В 1997 году в деревне Новое Березно Ям-Тёсовской волости проживали 10 человек, в 2002 году — 15 человек (все русские).
В 2007 году в деревне Новое Березно Ям-Тёсовского СП проживали 7 человек, в 2010 году — 4, в 2013 году — 6.

## География
Деревня расположена в восточной части района на автодороге 41К-662 (Оредеж — Тёсово-4 — Чолово).
Расстояние до административного центра поселения — 15 км.
Расстояние до ближайшей железнодорожной станции Чолово — 25 км. 
Деревня расположена на реке Березенка.

## Демография
| 1879 | 1909 | 1928 | 1965 | 1997 | 2007 | 2010 |
| ---- | ---- | ---- | ---- | ---- | ---- | ---- |
| 205  | ↗232 | ↘206 | ↘96  | ↘10  | ↘7   | ↘4   |
| 2013 | 2017 |      |      |      |      |      |
| ↗6   | ↘3   |      |      |      |      |      |

## Улицы
Торфяная, Центральная.